# مویرا هریس
مویرا هریس (انگلیسی: Moira Harris؛ زادهٔ ۲۰ ژوئیهٔ ۱۹۵۴) یک هنرپیشه اهل ایالات متحده آمریکا است. وی بین سال‌های ۱۹۸۶ تا ۲۰۰۳ میلادی فعالیت می‌کرد.
از کارهای او می‌توان به بازی در مجموعهٔ تلویزیونی جنایی درام ایکوالایزر (مجموعه تلویزیونی) و فیلم‌های انهدام، مایل‌ها دور از خانه، قصه بلند و تاکسی شیکاگو اشاره کرد.